# العلاقات التوفالية اللاتفية
العلاقات التوفالية اللاتفية هي العلاقات الثنائية التي تجمع بين توفالو ولاتفيا.

## مقارنة بين البلدين
هذه مقارنة عامة ومرجعية للدولتين:
| وجه المقارنة                                              | توفالو                         | لاتفيا                                             |
| --------------------------------------------------------- | ------------------------------ | -------------------------------------------------- |
| المساحة (كم2)                                             | 26                             | 64.59 ألف                                          |
| عدد السكان (نسمة)                                         | 11.19 ألف                      | 1.93 مليون                                         |
| الكثافة السكانية (ن./كم²)                                 | 43.04 ألف                      | 29.88                                              |
| العاصمة                                                   | فونافوتي                       | ريغا                                               |
| اللغة الرسمية                                             | اللغة التوفالوية، لغة إنجليزية | اللغة اللاتفية                                     |
| العملة                                                    | دولار توفالو                   | يورو، لاتس لاتفي، الروبل اللاتفي ‏، الروبل اللاتفي ‏ |
| الناتج المحلي الإجمالي (بليون دولار)                      | 39.73 مليون                    | 30.26 مليار                                        |
| الناتج المحلي الإجمالي (تعادل القوة الشرائية) بليون دولار | 38.93 مليون                    | 49.24 مليار                                        |
| الناتج المحلي الإجمالي الاسمي للفرد دولار أمريكي          | 3.29 ألف                       | 14.06 ألف                                          |
| الناتج المحلي الإجمالي للفرد دولار أمريكي                 | 3.77 ألف                       | 23.55 ألف                                          |
| مؤشر التنمية البشرية                                      |                                | 0.819                                              |
| رمز المكالمات الدولي                                      | +688                           | +371                                               |
| رمز الإنترنت                                              | .tv                            | .lv                                                |
| المنطقة الزمنية                                           | ت ع م+12:00                    | ت ع م+02:00، ت ع م+03:00، أوروبا/ريغا ‏             |

## منظمات دولية مشتركة
يشترك البلدان في عضوية مجموعة من المنظمات الدولية، منها:
| علم المنظمة | اسم المنظمة                   | تاريخ انضمام توفالو | تاريخ انضمام لاتفيا |
| ----------- | ----------------------------- | ------------------- | ------------------- |
|             | الاتحاد الدولي للاتصالات      | 15 أغسطس 1996       | 11 ديسمبر 1921      |
|             | مؤسسة التنمية الدولية         | 24 يونيو 2010       | 11 أغسطس 1992       |
|             | يونسكو                        | 21 أكتوبر 1991      | 9 يوليو 1951        |
|             | منظمة حظر الأسلحة الكيميائية  | ?                   | ?                   |
|             | الأمم المتحدة                 | 5 سبتمبر 2000       | 17 سبتمبر 1991      |
|             | الاتحاد البريدي العالمي       | ?                   | ?                   |
|             | البنك الدولي للإنشاء والتعمير | 24 يونيو 2010       | 11 أغسطس 1992       |

## وصلات خارجية
- موقع وزارة الخارجية اللاتفية